# Alexandru Onică
Alexandru Onică, né le 5 juillet 1984, est un footballeur international moldave évoluant actuellement au poste de milieu défensif au Zaria Bălți.

## Biographie
Onică joue pour la première fois pour la Moldavie le 18 novembre 2008 contre l'Estonie.

## Palmarès
- Champion de Moldavie en 2013 avec le Sheriff Tiraspol
- Vainqueur de la Supercoupe de Moldavie en 2011 avec le Dacia Chisinau